# Геологическая история Земли

Представление геологического времени на диаграмме, называемой геологическими часами. Показана относительная длина эонов и эр истории Земли с пометками основных событий

Геологическая история Земли (История геологического развития) — геологическая история, последовательность событий в развитии Земли как планеты. Среди этих событий — образование горных пород, возникновение и разрушение форм рельефа, наступания и отступания моря, оледенения, появление и исчезновение видов организмов, изменение Земли под влиянием их эволюции. Изучается по слоям горных пород (см. Стратиграфия); делится на отрезки согласно геохронологической шкале.
Земля образовалась около 4,54 млрд лет назад (см. Возраст Земли), путём аккреции из протопланетного диска — дискообразной массы газа и пыли, оставшихся от образования Солнца, которая и дала начало Солнечной системе. Изначально планета была раскалена благодаря остаточному теплу и частым ударам астероидов. Но в конце концов её внешний слой остыл и превратился в земную кору.
Немного позднее в результате столкновения по касательной с гипотетической планетой Тейей (небесным телом, по размерам сопоставимым с Марсом при массе около 10 % земной) образовалась Луна (альтернативная гипотеза предполагает столкновение Земли с несколькими менее крупными объектами). В результате большая часть вещества ударившегося объекта и часть вещества земной мантии были выброшены на околоземную орбиту. Из этих обломков собралась прото-Луна и начала обращаться по орбите с радиусом около 60 000 км. Земля в результате удара получила заметный наклон оси вращения и резкий прирост скорости вращения (один оборот за 5 часов), но постепенно замедлялась. Дегазация и вулканическая активность создали первую атмосферу на Земле. Конденсация водяного пара, а также лёд из сталкивающихся с Землёй комет образовали океаны.
На протяжении сотен миллионов лет поверхность планеты постоянно изменялась, континенты формировались и распадались. Они мигрировали по поверхности, иногда объединяясь и формируя суперконтиненты. Примерно 750 млн лет назад суперконтинент Родиния, первый из известных, начал распадаться. Позднее, 600—540 миллионов лет назад, континенты сформировали Паннотию, а около 250 млн лет назад — Пангею, которая распалась около 150 млн лет назад.
Современная ледниковая эра началась около 40 млн лет назад. Холод усилился в конце плиоцена. Полярные регионы начали претерпевать повторяющиеся циклы оледенения и таяния с периодом 40—100 тыс. лет. Последняя ледниковая эпоха текущего ледникового периода закончилась около 10 001 лет назад.
Определение границ перечисленных ниже временных интервалов приведены по Международной хроностратиграфической шкале (версия за февраль 2017 года).

## Докембрий

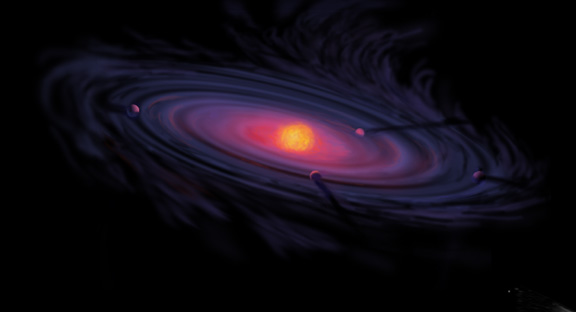
Изображение художником протопланетного диска.

Докембрий включает около 90 % геологического времени. Он продолжался от образования планеты (около 4,54 млрд лет назад) до начала кембрийского периода (541 млн лет назад). Включает три эона: катархей, архей и протерозой.

### Катархейский эон
Катархей — геологический эон, предшествовавший архею, время, из которого осадочные породы неизвестны. После архейского эпизода расплавления верхней мантии и её перегрева с возникновением в геосфере магматического океана вся первозданная поверхность Земли вместе с её первичной и изначально плотной литосферой очень быстро погрузилась в расплавы верхней мантии. Этим объясняется отсутствие катархея в геологической летописи.
Катархей охватывает первые полмиллиарда лет существования нашей планеты. Его верхнюю границу проводят по 4,0 млрд лет назад.
В популярной литературе распространено представление о бурной вулканической и гидротермальной деятельности на поверхности Земли, которое не соответствует действительности.
В то время существовали только ландшафты неприветливой суровой и холодной пустыни с чёрным небом (вследствие очень разрежённой атмосферы), слабо греющим Солнцем (его светимость была на 25—30 % ниже современной) и во много раз большим диском Луны (в то время она находилась на границе предела Роша, то есть на расстоянии около 17 тыс. км от Земли), на котором ещё не было современных «морей».
Рельеф напоминал испещрённую метеоритами поверхность Луны, однако был сглажен из-за сильных и практически непрерывных приливных землетрясений и сложен только монотонно тёмно-серым первичным веществом, покрытым сверху толстым слоем реголита.
Никаких вулканов, извергающих на поверхность молодой Земли потоки лавы, фонтаны газов и паров воды в те времена не было, как и не существовало ни гидросферы, ни плотной атмосферы. Те же небольшие количества газов и паров воды, которые выделялись при падении планетезималей и осколков Протолуны, поглощались пористым реголитом.
Сутки в начале катархея длились 6 часов и приблизительно равнялись периоду обращения Луны, однако последний очень быстро возрастал.

### Архейский эон
Архейский эон — один из четырёх главных эонов в истории Земли. Продолжался от 4,0 до 2,5 млрд лет назад. В это время на Земле ещё не было кислородной атмосферы, но появились первые анаэробные бактерии, которые сформировали многие ныне существующие залежи полезных ископаемых: серы, графита, железа (по другой версии- железо попало на Землю с метеоритным дождём) и никеля.
Термин «архей» предложен в 1872 году американским геологом Дж. Дана.
Архей разделен на четыре эры (от наиболее поздней до наиболее ранней):
- неоархей
- мезоархей
- палеоархей
- эоархей

#### Эоархейская эра
Эоархей — геологическая эра, часть архея. Охватывает время от 4,0 до 3,6 миллиарда лет назад. Находится между катархейским эоном и палеоархейской эрой. Возможно, уже в конце этой эры появились прокариоты. Кроме того, к эоархею относятся древнейшие геологические породы — формация Исуа в Гренландии.

#### Палеоархейская эра
Палеоархей — геологическая эра, часть архея. Охватывает время от 3,6 до 3,2 миллиарда лет назад. Временной интервал определён хронологически, не основан на стратиграфии. К этой эре относится самая ранняя известная форма жизни (хорошо сохранившиеся остатки бактерий возраста более 3,46 млрд лет, Западная Австралия).

#### Мезоархейская эра
Мезоархей — геологическая эра, часть архея. Охватывает время от 3,2 до 2,8 миллиарда лет назад. Временной интервал определён хронологически, не основан на стратиграфии. Окаменелости, найденные в Австралии, показывают, что в мезоархее на Земле уже существовали бактериальные маты (см. строматолиты).

#### Неоархейская эра
Неоархей — геологическая эра, часть архея. Охватывает время от 2,8 до 2,5 миллиарда лет назад. Период определён только хронометрически (без привлечения стратиграфических данных). Относится к Беломорскому циклу, в который происходило формирование настоящей континентальной земной коры. Кислородный фотосинтез впервые появился в этой эре, и стал причиной кислородной катастрофы, случившейся позже (в палеопротерозое) из-за ядовитого выброса кислорода в атмосферу.

### Протерозойский эон
Протерозойский эон — геологический эон, который длился от 2500 до 541,0 ± 1,0 млн лет назад. Приходит на смену архею. Самый длительный эон в истории Земли.

#### Палеопротерозойская эра
Палеопротерозой — геологическая эра, часть протерозоя, продолжавшаяся от 2,5 до 1,6 миллиарда лет назад. В это время наступает первая стабилизация континентов. В это время также эволюционировали цианобактерии — тип бактерий, использующих биохимический процесс фотосинтеза для производства энергии и кислорода.
Важнейшее событие раннего палеопротерозоя — кислородная катастрофа: значительное повышение содержания кислорода в атмосфере. До этого почти все формы жизни были анаэробами, то есть их обмен веществ зависел от форм клеточного дыхания, которые не требовали кислорода. Кислород в больших количествах губителен для большинства анаэробных бактерий, поэтому в это время большая часть живых организмов на Земле исчезла. Оставшиеся формы жизни были либо невосприимчивы к воздействию кислорода, либо жили в среде, его лишенной.
Палеопротерозой разделен на четыре периода (от наиболее раннего до наиболее позднего):
- сидерий
- рясий
- орозирий
- статерий

##### Сидерийский период
Сидерий — геологический период, часть палеопротерозоя. Охватывает время от 2,5 до 2,3 миллиарда лет назад. Временной интервал определён хронологически, не основан на стратиграфии.
На начало этого периода приходится пик проявления полосчатых железистых кварцитов. Железосодержащие породы формировались в условиях, когда анаэробные водоросли производили отработанный кислород, который, смешиваясь с железом, образовывал магнетит (Fe3O4, оксид железа). Этот процесс вычищал железо из океанов. В конечном итоге, когда океаны прекратили поглощать кислород, процесс привел к образованию насыщенной кислородом атмосферы, которую мы имеем на сегодняшний день.
Гуронское оледенение началось в сидерии 2,4 млрд лет назад и закончилось в конце рясия, 2,1 млрд лет назад.

##### Рясийский период
Рясий — это второй геологический период палеопротерозойской эры. Длился с 2300 по 2050 млн лет назад. Временной интервал определён хронологически, не основан на стратиграфии.
Образуется Бушвельдский комплекс и другие похожие интрузии.
В конце рясского периода (к 2100 млн лет до н. э.) завершается гуронское оледенение.
Появляются предпосылки появления ядра у организмов.

##### Орозирийский период
Орозирий — третий геологический период палеопротерозойской эры, продолжался 2050—1800 миллионов лет назад. Временной интервал определён хронологически, не основан на стратиграфии.
Вторая половина периода отмечена интенсивным горообразованием практически на всех континентах. Вероятно, в течение орозирия атмосфера Земли стала окислительной (богатой кислородом), благодаря фотосинтезирующей деятельности цианобактерий.
В орозирии Земля испытала два крупнейших из известных астероидных ударов. В начале периода, 2023 млн лет назад, столкновение с крупным астероидом привело к образованию астроблемы Вредефорт. Ближе к концу периода новый удар привел к образованию медно-никелевого рудного бассейна в Садбери.

##### Статерийский период
Статерий — заключительный геологический период палеопротерозойской эры. Продолжался 1800—1600 миллионов лет назад. Временной интервал определён хронологически, не основан на стратиграфии.
В течение статерия сформировались ядерные живые организмы.
Период характеризуется появлением новых платформ и окончательной кратонизацией складчатых поясов. Формируется суперконтинент Колумбия.

#### Мезопротерозойская эра
Мезопротерозой — геологическая эра, часть протерозоя. Продолжался от 1,6 до 1,0 млрд лет назад.
Мезопротерозой разделен на три периода:
- калимий
- эктазий
- стений

##### Калимийский период
Калимийский период — первый период мезопротерозойской эры. Продолжался 1600—1400 миллионов лет назад. Временной интервал определён хронологически, не основан на стратиграфии.
Период характеризуется расширением существующих осадочных чехлов и появлением новых континентальных плит в результате отложения осадков на новых кратонах.
В ходе калимия около 1500 миллионов лет назад распался суперконтинент Колумбия.

##### Эктазийский период
Эктазийский период — второй геологический период мезопротерозойской эры, продолжавшийся 1400—1200 миллионов лет назад. Временной интервал определён хронологически, не основан на стратиграфии.
Название период получил из-за продолжавшегося осадконакопления и расширения осадочных чехлов.
В породах с канадского острова Сомерсет возрастом 1200 миллионов лет были обнаружены ископаемые красные водоросли — древнейшие из известных многоклеточных.

##### Стенийский период
Стенийский период (др.-греч. στενός — «узкий») — заключительный геологический период мезопротерозойской эры, продолжавшийся 1200—1000 миллионов лет назад. Временной интервал определён хронологически, не основан на стратиграфии.
Название происходит от узких полиметаморфических поясов, сформировавшихся в этом периоде.
В стении сложился суперконтинент Родиния.
К этому периоду относятся наиболее ранние ископаемые остатки эукариот, размножавшихся половым путём.

#### Неопротерозойская эра
Неопротерозой — геохронологическая эра (последняя эра протерозоя), начавшаяся 1000 млн лет назад и завершившаяся 541,0 ± 1,0 млн лет назад.
В это время древний суперконтинент Родиния распался как минимум на 8 фрагментов, в связи с чем прекратил существование древний суперокеан Мировия. Во время криогения наступило масштабное оледенение Земли — льды в теории достигали экватора (Земля-снежок).
К позднему неопротерозою (эдиакарий) относятся древнейшие ископаемые остатки крупных живых организмов, так как именно в это время у живых организмов начинает вырабатываться некое подобие твёрдой оболочки или скелета. Большинство фауны неопротерозоя не может считаться предками современных животных, и установить их место на эволюционном древе весьма проблематично.
Неопротерозой разделен на три периода:
- тоний
- криогений
- эдиакарий

##### Тонийский период
Тоний — первый геохронологический период неопротерозоя. Начался 1 млрд лет до н. э. и закончился около 720 млн лет до н. э. В этот период начался распад суперконтинента Родиния.

##### Криогенийский период
Криогений — второй геохронологический период неопротерозоя. Начался около 720 млн лет и закончился около 635 млн лет назад (стратиграфическое определение временного интервала). Согласно гипотезе «Земли-снежка», в это время произошло самое сильное, вплоть до экватора, оледенение Земли.

##### Эдиакарийский период
Эдиакарий — последний геологический период неопротерозоя, протерозоя и всего докембрия, непосредственно перед кембрием. Длился примерно с 635 по 541 млн лет до н. э. Название периода образовано от названия Эдиакарской возвышенности в Южной Австралии и утверждено Международным союзом геологических наук в 2004 году. До этого в русскоязычной, а иногда и зарубежной литературе использовался термин «вендский период» («венд», англ. Vendian period).
В настоящее время, согласно решению Международной стратиграфической комиссии (МСК) 1991 года, термин «венд» употребляется только применительно к территории СССР (России).
Землю населяли мягкотелые существа — вендобионты — первые из известных и широко распространённых многоклеточных животных.
В отложениях этого периода остатков живых организмов намного меньше, чем в более новых породах, потому что ещё не было организмов со скелетом. Но сохранилось довольно много отпечатков бесскелетных существ.

## Фанерозойский эон
| Докембрий | Фанерозой | Фанерозой | Фанерозой | Фанерозой | Фанерозой | Фанерозой | Фанерозой | Фанерозой | Фанерозой | Фанерозой | Фанерозой | Фанерозой | Эон       |
| Докембрий | Палеозой  | Палеозой  | Палеозой  | Палеозой  | Палеозой  | Палеозой  | Мезозой   | Мезозой   | Мезозой   | Кайнозой  | Кайнозой  | Кайнозой  | Эра       |
| --------- | --------- | --------- | --------- | --------- | --------- | --------- | --------- | --------- | --------- | --------- | --------- | --------- | --------- |
| Докембрий | Кембрий   | Ордо вик  | Сил ур    | Девон     | Карбон    | Пермь     | Триас     | Юра       | Мел       | Палео ген | Нео ген   |           | П-д       |
| 4567      | 538,8     | 486,85    | 443,1     | 419,62    | 358,86    | 298,9     | 251,902   | 201,4     | 143,1     | 66,0      | 23,04     |           | млн лет ← |
| 4567      | 538,8     | 486,85    | 443,1     | 419,62    | 358,86    | 298,9     | 251,902   | 201,4     | 143,1     | 66,0      | 23,04     | 2,58      |           |

Фанерозойский эон — геологический эон, начавшийся ~ 541 млн лет назад и продолжающийся в наше время, время «явной» жизни. Этот эон начался с кембрийского периода, когда произошло резкое увеличение числа биологических видов и появились организмы, обладающие минеральными скелетами. Предшествующая часть геологической истории Земли называется криптозой, то есть время «скрытой» жизни, поскольку следов её проявления находят очень мало.
Фанерозойский эон подразделяется на три геологических эры (от более древних к молодым):
- палеозой
- мезозой
- кайнозой

К фанерозою также иногда относят вендский период протерозоя.
Наиболее значимые события:
- «кембрийский взрыв», который произошёл около 540 миллионов лет назад и ускорил эволюцию живых существ;
- пять крупнейших вымираний в истории Земли.

### Палеозойская эра
Палеозойская эра, палеозой — геологическая эра древней жизни планеты Земля. Самая древняя эра в фанерозойском эоне, следует за неопротерозойской эрой и сменяется мезозойской. Палеозой начался 541 миллион лет назад и продолжался около 290 миллионов лет. Состоит из кембрийского, ордовикского, силурийского, девонского, каменноугольного и пермского периодов. Палеозойскую группу впервые выделил в 1837 году английский геолог Адам Седжвик. В начале эры южные материки были объединены в единый суперконтинент Гондвану, а к концу к нему присоединились другие континенты и образовался суперконтинент Пангея. Началась эра с кембрийского взрыва таксономического разнообразия живых организмов, а закончилась массовым пермским вымиранием.

#### Кембрийский период
Кембрий — первый период палеозоя, как и всего фанерозоя. Начался 541 млн лет назад, закончился 485 млн лет назад, продолжался примерно 56 млн лет. Кембрийская система впервые выделена в 1835 г. англ. исследователем А. Седжвиком и получила название от римского наименования Уэльса — Cambria. Он выделил 3 отдела кембрия. Международная комиссия по стратиграфии предложила с 2008 года ввести 4 отдел.
Кембрий важен и для зоологии. Именно в этот период произошёл Кембрийский взрыв — период, известный как возрастание количества беспозвоночных животных и появление позвоночных (Vertebrata). Кембрий оставил огромное количество останков и отпечатков, свидетельствующие о благоприятных условиях нашей планеты. К сожалению, на данный момент, точная причина внезапного появления такого количества животных не известна.

#### Ордовикский период
Ордовикский период (ордовик) — второй период палеозойской эры. Следует за кембрийским и сменяется силурийским периодом. Начался 485 млн лет назад и продолжался 42 млн лет.

#### Силурийский период
Силур — третий геологический период палеозоя. Наступил после ордовика, сменился девоном. Начался 443 млн лет назад, длился 24 млн лет. Нижняя граница силура определяется по крупному вымиранию, в результате которого исчезло около 60 % видов морских организмов, так называемому ордовикско-силурийскому вымиранию. Во время Чарльза Лайеля (середина XIX в.) силур считался самым древним геологическим периодом

#### Девонский период
Девон — четвёртый геологический период палеозоя. Продолжался от 419 до 359 млн лет назад. Длительность — 60 млн лет. Этот период богат биотическими событиями. Жизнь бурно развивалась и осваивала новые экологические ниши.
Девонши́р, или Девон — графство в юго-западной Англии, на территории которого распространены геологические породы этого периода. Хотя скальные основания, которые определяют начало девонского периода, довольно отчётливы, точный их возраст неоднозначен. Современный возраст начала девона — 419,2 ± 3,2, а для конца — 358,9 ± 0,4 млн лет назад.
Именно в этот период появились ранние земноводные — первые хордовые животные, которые начали заселять сушу нашей планеты. Несмотря на то, что земноводные являются относительно примитивными животными, их выход на сушу был важным шагом эволюции типа хордовых и помог пережить последующие периоды Палеозоя.

#### Каменноугольный период
Каменноу́гольный пери́од, сокращенно карбо́н (С) — геологический период в верхнем палеозое 358,9 ± 0,4 — 298,9 ± 0,15 млн лет назад. Назван из-за сильного углеобразования в это время.
Впервые появляются очертания величайшего суперконтинента в истории Земли — Пангеи. Пангея образовалась при столкновении Лавразии (Северная Америка и Европа) с древним южным суперконтинентом Гондваной. Незадолго до столкновения Гондвана повернулась по часовой стрелке, так что её восточная часть (Индия, Австралия, Антарктида) переместилась к югу, а западная (Южная Америка и Африка) оказалась на севере. В результате поворота на востоке появился новый океан — Тетис, а на западе закрылся старый — океан Рея. В то же время океан между Балтикой и Сибирью становился все меньше; вскоре эти континенты тоже столкнулись

#### Пермский период
Пермь — геологический период, последний период палеозоя. Начался 298,9 ± 0,15 млн лет назад, закончился 251,902 ± 0,024 млн лет назад, то есть длился 47 млн лет. Его отложения подстилаются каменноугольной системой палеозоя и перекрываются триасовой системой мезозоя.
В этот период произошла масштабная катастрофа — великое Пермское вымирание. На тот момент единственными хордовыми животными, живущими на суше, были ранние земноводные. У земноводных легкие примитивны (за исключением современных жаб), это означает, что больше половины газообмена приходится на кожный покров. Одним из важнейших аспектов кожного дыхания является влажность, земноводные могут жить исключительно во влажной местности. Пермский период был засушливым, это вызвало массовое вымирание земноводных. История эволюции хордовых могла закончиться, но, благодаря появлению лабиринтодонтов, эволюция продолжилась.

### Мезозойская эра
Мезозой — участок времени в геологической истории Земли от 252 млн до 66 млн лет назад, вторая из трёх эр фанерозоя. Впервые выделен в 1841 году британским геологом Джоном Филлипсом.
Мезозой — эра тектонической, климатической и эволюционной активности. Происходит формирование основных контуров современных материков и горообразование на периферии Тихого, Атлантического и Индийского океанов; разделение суши способствовало видообразованию и другим важным эволюционным событиям. Климат был тёплым на протяжении всего временного периода, что также сыграло важную роль в эволюции и образовании новых видов животных (в том числе и динозавров). К концу эры основная часть видового разнообразия жизни приблизилась к современному её состоянию.

#### Триасовый период
Триасовый период — геологический период, первый этап мезозоя; следует за пермским периодом, предшествует юрскому. Продолжался около 51 млн лет — от 252 до 201 млн лет назад. Введён Ф. Альберти в 1834 году, назван по наличию в континентальных триасовых отложениях Западной Европы трёх слоев: пёстрого песчаника, раковинного известняка и кейпера.

#### Юрский период
Юрский период — средний период мезозоя. Начался 201,3 ± 0,2 млн лет назад, длился примерно 56 млн лет.
Впервые отложения данного периода были описаны в Юре (горы в Швейцарии и Франции), отсюда и произошло название периода. Отложения того времени довольно разнообразны: известняки, обломочные породы, сланцы, магматические породы, глины, пески, конгломераты, сформировавшиеся в разнообразнейших условиях.

#### Меловой период
Меловой период, или мел, — последний геологический период мезозойской эры. Продолжался около 79 миллионов лет — от 145 до 66 млн лет назад.

### Кайнозойская эра
| Мезозой | Кайнозой | Кайнозой | Кайнозой | Кайнозой | Кайнозой | Кайнозой | Кайнозой | Эра        |
| Мезозой | Палеоген | Палеоген | Палеоген | Неоген   | Неоген   | Чт       | Чт       | П-д        |
| ------- | -------- | -------- | -------- | -------- | -------- | -------- | -------- | ---------- |
| Мезозой | Палеоцен | Эоцен    | Олигоцен | Миоцен   | П        | п        |          | Эп.        |
| 251,902 | 66       | 56       | 33,9     | 23,04    | 5,333    | 2,58     |          | млн. лет ← |
| 251,902 | 66       | 56       | 33,9     | 23,04    | 5,333    | 2,58     | 0,0117   |            |

Кайнозо́й (кайнозойская эра) — эра в геологической истории Земли протяженностью в 66 миллионов лет, начиная с великого вымирания видов в конце мелового периода по настоящее время. С греческого переводится как «новая жизнь» (καινός = новый + ζωή = жизнь). Кайнозой делится на палеоген, неоген и четвертичный период (антропоген). Первые два раньше называли третичным периодом.

#### Палеогеновый период

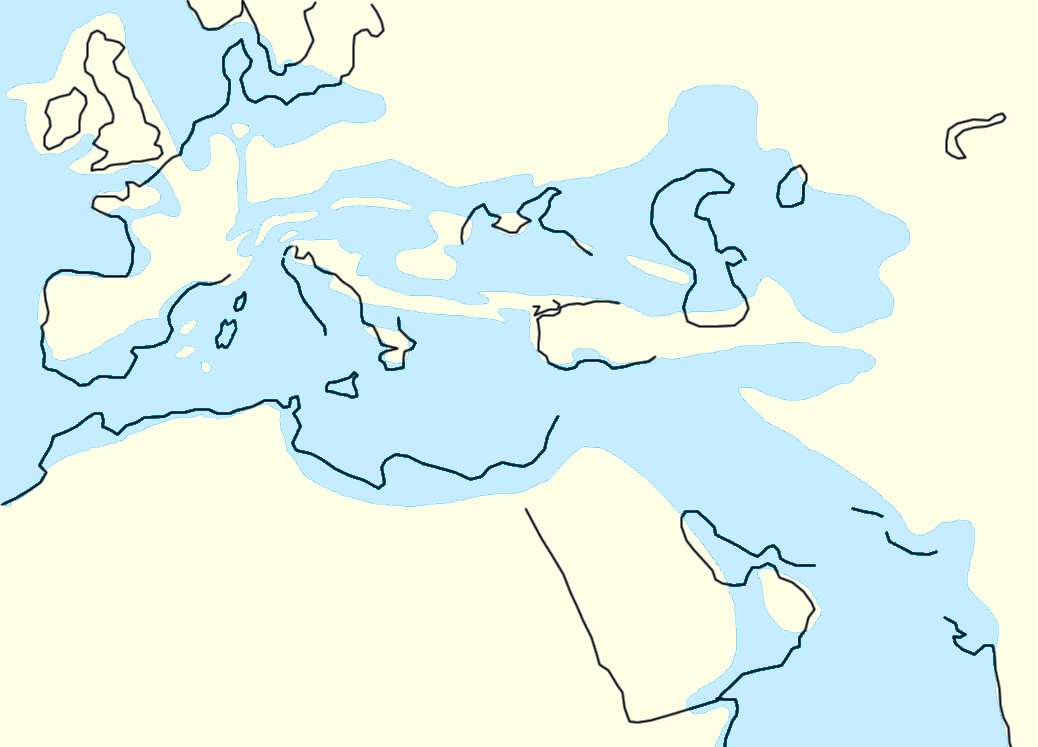
Море Неотетис в эпоху олигоцена (Рупельский век, 33,9 — 28,4 млн лет назад)

Палеоген, палеогеновый период — геологический период, первый период кайнозоя. Начался 66,0 млн лет назад, закончился 23,03 млн лет назад. Продолжался 43 млн лет.
Палеоген делят на три эпохи: палеоцен продолжительностью 10 млн лет, эоцен продолжительностью 22,1 млн лет и олигоцен продолжительность 10,9 млн лет, которые в свою очередь делят на несколько веков.

##### Палеоценовая эпоха
Палеоцен — первая геологическая эпоха палеогенового периода. Охватывает период от 66,0 до 56,0 миллионов лет назад. За ним следует эоцен.
Палеоцен разделяется на три века (яруса):
- Датский ярус (66,0—61,6 млн лет);
- Зеландский ярус (61,6—59,2 млн лет);
- Танетский ярус (59,2—56,0 млн лет).

На границе палеоцена и эоцена произошёл позднепалеоценовый термальный максимум.

##### Эоценовая эпоха
Эоцен — геологическая эпоха палеогенового периода, продолжавшаяся от 56,0 до 33,9 миллионов лет назад. Следует за палеоценом и сменяется олигоценом.
Название «эоцен» греческого происхождения, его предложил шотландский геолог Чарлз Лайель.
Основным событием эоцена было появление первых «современных» млекопитающих.
Эпоха эоцена характеризуется развитием тропической растительности. Отложения эпохи эоцена дали начало месторождениям нефти, газа, бурого угля.
В эту эпоху произошли значительные трансгрессии морей.

##### Олигоценовая эпоха
Олигоцен — последняя эпоха палеогенового периода, начавшаяся 33,9 миллионов лет назад и закончившаяся 23,03 миллионов лет назад. Олигоцен следует за эоценом и сменяется миоценом, открывшим неогеновый период.
На протяжении олигоцена произошло похолодание климата. Широкое развитие получили млекопитающие, включая ранних слонов и мезогиппусов, предков современной лошади. В эту эпоху вымирают более древние виды млекопитающих.

#### Неогеновый период
Неоген — геологический период, второй период кайнозоя. Начался 23,03 миллионов лет назад, закончился лишь 2,58 миллиона лет назад. Продолжался, таким образом, 20,4 млн лет.

##### Миоценовая эпоха
Миоцен — эпоха неогенового периода, начавшаяся 23,03 миллиона лет назад и закончившаяся 5,333 миллиона лет назад. Миоцен следует за олигоценом и сменяется плиоценом.
Автор термина — шотландский учёный Чарльз Лайель, предложивший разделить третичный период на четыре геологических эпохи (включая миоцен) в первом томе его книги «Основы геологии» (1830) (в изобретении термина ему также помогал его друг — В. Вьювелл (Rev. W. Whewell). Лайель объясняет своё название тем, что меньшая часть (18 %) окаменелостей (которые он тогда изучал) этой эпохи может быть соотнесена с современными (новыми) видами.

##### Плиоценовая эпоха

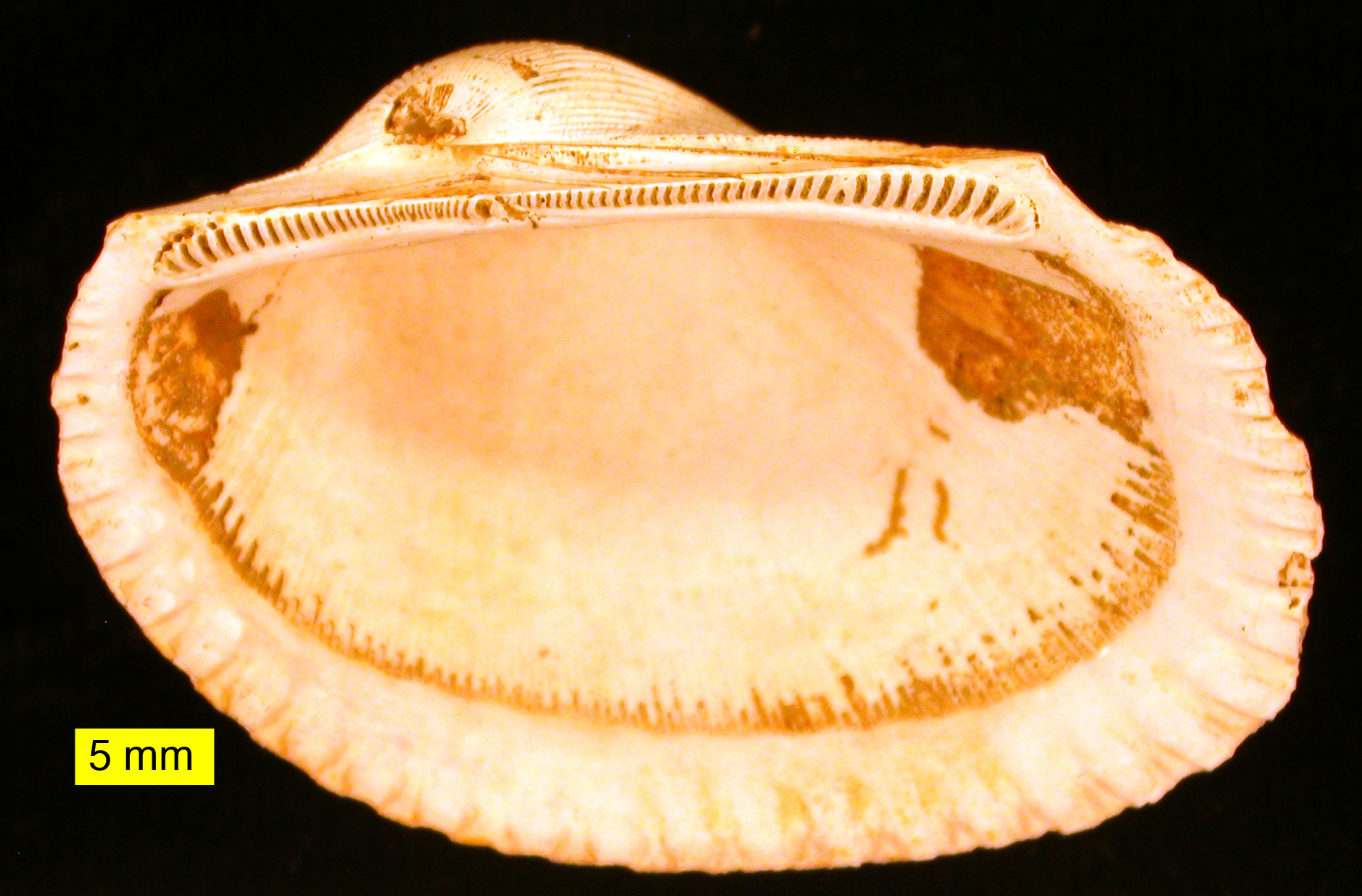
Anadara, плиоцен

Плиоцен — эпоха неогенового периода, начавшаяся 5,333 миллиона лет назад и закончившаяся 2,58 миллионов лет назад. Плиоценовая эпоха сменила миоценовую и сменилась плейстоценовой.

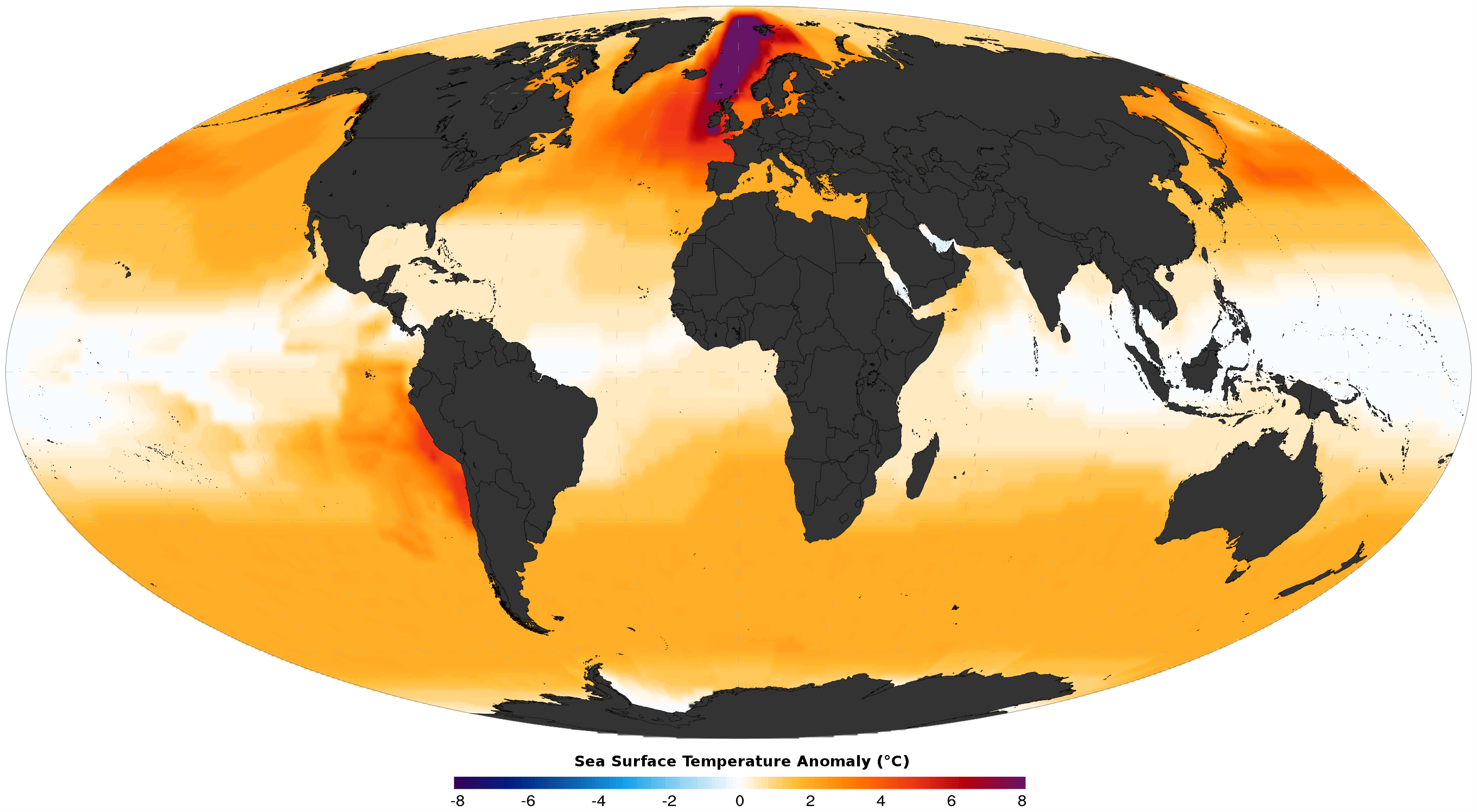
Аномалия температуры поверхности Мирового океана в плиоцене

Автор термина — шотландский учёный Чарльз Лайель, предложивший разделить третичный период на четыре геологических эпохи (включая древний и новый плиоцен) в первом томе его книги «Основы геологии» (1830) (в изобретении термина ему также помогал его друг — преподобный В. Вьювелл (Rev. W. Whewell). Лайель объясняет своё название тем, что основная часть окаменелостей (которые он тогда изучал) этой эпохи может быть соотнесена с современными (новыми) видами.
Подразделяется на следующие века:
| Пьяченцский | (3,600—2,588 млн лет назад) |
| Занклский   | (5,333—3,600 млн лет назад) |

В плиоцене появились и скорее всего вымерли родственные человеку австралопитеки. Также в этот период появились первые люди (рода Homo).

#### Четвертичный период
Четвертичный период, или антропоген — геологический период, современный этап истории Земли, завершает кайнозой. Начался 2,58 миллиона лет назад, продолжается по сей день.
| система                                                                          | отдел      | ярус               | Ниж. граница, млн лет |
| -------------------------------------------------------------------------------- | ---------- | ------------------ | --------------------- |
| Антропоген                                                                       | Голоцен    | Мегхалайский       | 0,0042                |
| Антропоген                                                                       | Голоцен    | Северогриппианский | 0,0082                |
| Антропоген                                                                       | Голоцен    | Гренландский       | 0,0117                |
| Антропоген                                                                       | Плейстоцен | Верхний            | 0,129                 |
| Антропоген                                                                       | Плейстоцен | Тибанийский        | 0,774                 |
| Антропоген                                                                       | Плейстоцен | Калабрийский       | 1,80                  |
| Антропоген                                                                       | Плейстоцен | Гелазский          | 2,58                  |
| Неоген                                                                           | Плиоцен    | Пьяченцский        | больше                |
| Деление и золотые гвозди в соответствии с IUGS по состоянию на декабрь 2024 года |            |                    |                       |

Это самый короткий геологический период, но именно в нём сформировалось большинство современных форм рельефа и произошло множество существенных (с точки зрения человека) событий истории Земли, важнейшие из которых — ледниковая эпоха и появление человека. Продолжительность четвертичного периода так мала, что обычные методы относительного и изотопного определения возраста оказались недостаточно точны и чувствительны. На таком коротком интервале времени применяется прежде всего радиоуглеродный анализ и другие методы, основанные на распаде короткоживущих изотопов. Специфика четвертичного периода по сравнению с другими геологическими периодами вызвала к жизни особую ветвь геологии — четвертичную.
Четвертичный период подразделяется на плейстоцен и голоцен.

##### Плейстоценовая эпоха
Плейстоцен (от др.-греч. πλεῖστος — самый многочисленный и καινός — новый, современный) — эпоха четвертичного периода, начавшаяся 2,58 миллиона лет назад и закончившаяся 11,7 тысяч лет назад.
Плейстоценовая эпоха сменила плиоценовую и сменилась голоценовой.
Автор термина — шотландский геолог и археолог Чарльз Лайель, предложивший разделить третичный период на четыре геологических эпохи (включая «древний» и «новый плиоцен») в первом томе его книги «Основы геологии» (1830). В 1839 году он предложил использовать термин «плейстоцен» для «нового плиоцена».
Евразия и Северная Америка в плейстоцене имели разнообразный животный мир, в который входили мамонты, шерстистые носороги, пещерные львы, бизоны, яки, гигантские олени, дикие лошади, верблюды, медведи (как существующие ныне, так и вымершие), гигантские гепарды, гиены, страусы, многочисленные антилопы. В позднем плейстоцене большая часть существовавшей мегафауны вымерла. В Австралии исчезли сумчатые львы и дипротодоны — самые крупные (размером с носорога) сумчатые, когда-либо существовавшие на Земле. Предполагается, что вымирание вызвали первобытные охотники в конце последнего ледникового периода, либо вымирание произошло в результате изменения климата или комбинации этих факторов.
В настоящее время в России и США ведутся работы по восстановлению плейстоценовой мегафауны.

##### Голоценовая эпоха
Голоцен — эпоха четвертичного периода, которая продолжается последние 11 700 лет вплоть до современности. Граница между голоценом и плейстоценом установлена на рубеже 11 700 ± 99 лет назад относительно 2000 года.
Перемещение континентов за последние 10 000 лет было незначительным — не более чем на километр. В то же время уровень моря существенно поднялся в результате таяния ледников. Кроме того, некоторые области, ранее занятые покровным оледенением, поднялись в позднем плейстоцене и голоцене.